# 코쿠류 사치

## 출연작품

### TV애니메이션
2004년
- 오늘부터 마왕! (시부야 쇼리(소년시절))
- 풍인 이야기 (남자)

2005년
- 부탁해요 마이 멜로디 (야마토)
- 은아전설 WEED (위드)
- 슈가슈가룬 (스기야마 타이지)

2006년
- 남쪽 섬의 작은 비행기 버디 (돌)

2007년
- 기신대전 기간틱・포뮬러 (세르게이・크라코프스키)
- 디 그레이맨 (에릭)

2008년
- 오늘부터 마왕! 제 3시리즈 (시부야 쇼리(소년시절))

2009년
- 가정교사 히트맨 REBORN! (프랑)
- 유희왕5D's (스라토)

2010년
- 꼬마버스 타요 - 앨리스
- 누라리횬의 손자 (우메와카마루(12세))

2011년
- 유희왕 ZEXAL (트론)

### Wed애니메이션
- 망념의 잠드 (세이타카)

### 게임
- 가정교사 히트맨 REBORN! 프레임럼블X-미래초폭발 (프랑)
- 가정교사 히트맨 REBORN! 내가 보스! 최강 패밀리 대전 (프랑)
- 가정교사 히트맨 REBORN! 프레임럼블XX-초결전! 진6조화 (프랑)

### 음악CD
- 가정교사 히트맨 REBORN! 캐릭터앨범SONG "BLUE" 〜rivale〜 (프랑)